# Alopecosa rosea
Alopecosa rosea este o specie de păianjeni din genul Alopecosa, familia Lycosidae, descrisă de Mello-leitao, 1945. Conform Catalogue of Life specia Alopecosa rosea nu are subspecii cunoscute.